# PBS (azienda)
PBS, acronimo di Public Broadcasting Service, è un'azienda non profit statunitense di televisione pubblica che appartiene ad un consorzio (o network) che rappresenta 349 stazioni televisive pubbliche nazionali; si occupa delle sole trasmissioni televisive, mentre delle trasmissioni radiofoniche pubbliche si occupano National Public Radio, American Public Radio e Public Radio International. 
Ha iniziato a trasmettere a tempo pieno il 5 ottobre 1970, sulle ceneri della National Educational Television.

## Programmazione
La programmazione di PBS è basata su documentari di approfondimento e spettacoli televisivi che trattano argomenti eterogenei come la scienza (ad es. Cosmo), la tecnologia, la cultura, la medicina e la salute, la natura, la storia, la geografia, la società (ad es. Frontline), l'arte (ad es. Great Performances) e il teatro.

## Copertura
Il network raggiunge il 99% della popolazione statunitense, pari a circa 90 milioni di telespettatori ogni settimana. Non avendo spot pubblicitari, economicamente è sorretta dalle donazioni di privati e organizzazioni, i cui nomi vengono riportati all'inizio di ogni programma.

## PBS Kids
È presente anche una divisione specificamente dedicata ad un target giovane e giovanissimo, chiamata PBS Kids, che trasmette giornalmente programmi di educazione per bambini.

### Programmi
- Curioso come George
- Sesamo apriti
- Angelina Ballerina
- I magici piedini di Franny
- Il treno dei dinosauri
- Super Why!
- Il trenino Thomas
- Clifford
- Arthur
- Wild Kratts
- Word Girl
- Hero Elementary
- Molly of Denali
- Elinor Wonders Why
- Let's Go Luna!
- Timothy Goes to School
- Draghi e draghetti

## Sistema di trasmissione
PBS tecnicamente è un consorzio (syndication) televisivo: il segnale viene cioè distribuito via satellite dalla sede centrale a tutte le stazioni locali, appartenenti al network, sparse sul territorio americano. Queste ritrasmettono il segnale, secondo il fuso orario locale.
I programmi realizzati dall'emittente vengono anche venduti su supporto magnetico e ottico (VHS e DVD). 
A differenza delle reti televisive nazionali, le stazioni televisive locali affiliate alla PBS possono trasmettere tutti, pochi o nessuno dei programmi offerti dal consorzio, a proprio piacimento. Le affiliate pagano una quota annuale a PBS per trasmettere questi programmi, contribuendo per metà alle entrate di questo consorzio. Per legge PBS non può produrre alcun suo programma e riceve finanziamenti dallo Stato non direttamente ma attraverso la CPB (Corporation for Public Broadcasting), che a sua volta è controllata dal Congresso. La PBS è nata nel 1970 con la legge Public Broadcasting Act e comprende sia canali televisivi che radiofonici.

## PBS World
PBS World è un canale digitale che trasmette, 24 ore su 24, i documentari della PBS, soprattutto scientifici, ma anche di attualità e storici. È una joint venture tra PBS, Boston's WGBH e New York City's WNET. Dapprima lanciato a New York e Boston, iniziò a trasmettere a livello nazionale il 15 agosto 2007, raggiungendo il 26% delle case americane.

## Reti televisive affiliate
- KAET, Phoenix
- KUAT-TV, Tucson (Arizona)
- KETS, Little Rock (Arkansas)
- KVPT, Fresno (California)
- KVIE, Sacramento (California)
- KPBS, San Diego (California)
- KQED, San Francisco
- KTEH, San Jose (California)
- Rocky Mountain PBS, Colorado
- Connecticut Public Television
- WHYY-TV, Wilmington (Delaware)/Filadelfia
- WETA-TV, Washington
- WUFT, Gainesville (Florida)
- WPBT, Miami (Florida)
- WSRE, Pensacola (Florida)
- WEDU, Tampa (Florida)
- WXEL-TV, West Palm Beach
- KHET, Honolulu (Hawaii)
- Idaho Public Television
- WTTW e WYCC, Chicago (Illinois)
- WTIU, Bloomington (Indiana)
- WYIN, Gary (Indiana)
- WFYI, Indianapolis (Indiana)
- Iowa Public Television
- Kentucky Educational Television
- Louisiana Public Broadcasting
- Maine Public Broadcasting Network
- Maryland Public Television
- WGBH-TV, Boston (Massachusetts)
- WTVS, Detroit (Michigan)
- WGVU-TV, Grand Rapids (Michigan)
- Twin Cities Public Television, Saint Paul (Minnesota)
- Mississippi Public Broadcasting
- KCPT, Kansas City
- KETC, St. Louis (Missouri)
- Nebraska Educational Telecommunications
- New Hampshire Public Television
- NJTV
- WNET, Newark (New Jersey)/New York
- WMHT-TV, Albany (New York)
- WSKG-TV, Binghamton (New York)
- WNED-TV, Buffalo (New York)
- WLIW, Garden City (New York)
- WCFE-TV Mountain Lake PBS, Plattsburgh (New York)
- WXXI-TV, Rochester (New York)
- WCNY-TV, Syracuse (New York)
- WTVI, Charlotte (Carolina del Nord)
- Prairie Public Broadcasting, Fargo (Dakota del Nord)
- UNC-TV
- WCET-TV, Cincinnati (Ohio)
- WVIZ, Cleveland (Ohio)
- WOSU-TV, Columbus (Ohio)
- WGTE-TV, Toledo (Ohio)
- Oklahoma Educational Television Authority
- Oregon Public Broadcasting
- WQLN, Erie (Pennsylvania)
- WITF-TV, Harrisburg (Pennsylvania)
- WQED, Pittsburgh
- WSBE-TV, Rhode Island
- South Carolina Educational Television
- South Dakota Public Television
- WKNO, Memphis (Tennessee)
- KLRU, Austin (Texas)
- KAMU-TV, College Station (Texas)
- KEDT, Corpus Christi (Texas)
- KERA-TV, Dallas (Texas)
- KUHT, Houston (Texas)
- KTXT-TV, Lubbock (Texas)
- KLRN, San Antonio (Texas)
- Vermont Public Television
- WHRO, Norfolk (Virginia)
- KCTS-TV, Seattle (Washington)
- KSPS-TV, Spokane (Washington)
- WMVS e WMVT-Milwaukee Public Television, Wisconsin
- Wisconsin Public Television
- Wyoming PBS
- KNME-TV, Albuquerque, Santa Fe, Northern NM

## Loghi

1969-1971
1971-1984
1984-2019
In uso dal 2019